# Ендрю Алън
Ендрю Майкъл „Анди“ Алън (на английски: Andrew Michael 'Andy' Allen) е американски астронавт, участник в три космически полета.

## Образование
Ендрю М. Алън завършва университета Виланова в родния си град през 1977 г. През 2004 г. получава магистърска степен по бизнес администрация от университета на Флорида.

## Военна кариера
Ендрю Алън постъпва на служба в USMC веднага след дипломирането си през 1977 г. След завършване на школа за пилоти започва да лети на изтребител F-4 Phantom. От 1980 до 1983 г. служи в бойна ескадрила 312 (VMFA-312), базирана в Южна Каролина. След това завършва курс на обучение на новия изтребител F-18 Hornet. От 1983 до 1986 г. е заместник-командир на бойна ескадрила 531 (VMFA-531), базирана в Калифорния. В началото на 1987 г. завършва школа за тест пилоти. Работи няколко месеца като тест пилот преди да бъде избран за астронавт. По време на службата си Алън има повече от 6000 полетни часа на 30 различни типа самолети.

## Служба в НАСА
Анди Алън е избран за астронавт от НАСА на 5 юни 1987 г., Астронавтска група №12. Той взима участие в три космически полета.

### Полети
| Космически полети на Ендрю Майкъл „Анди“ Алън            | Космически полети на Ендрю Майкъл „Анди“ Алън | Космически полети на Ендрю Майкъл „Анди“ Алън | Космически полети на Ендрю Майкъл „Анди“ Алън | Космически полети на Ендрю Майкъл „Анди“ Алън | Космически полети на Ендрю Майкъл „Анди“ Алън | Космически полети на Ендрю Майкъл „Анди“ Алън |
| №                                                        | Дата                                          | КК                                            | Емблема на мисията                            | Функции                                       | Продължителност                               |                                               |
| -------------------------------------------------------- | --------------------------------------------- | --------------------------------------------- | --------------------------------------------- | --------------------------------------------- | --------------------------------------------- | --------------------------------------------- |
| 1                                                        | 31 юли 1992                                   | „Атлантис“, мисия STS-46                      |                                               | Пилот                                         | 7 денонощия 23 часа 15 мин. 03 сек.           |                                               |
| 2                                                        | 4 март 1994                                   | „Колумбия“, мисия STS-62                      |                                               | Пилот                                         | 13 денонощия 23 часа 16 мин. 41 сек.          |                                               |
| 3                                                        | 22 февруари 1996                              | „Колумбия“, мисия STS-75                      |                                               | Командир                                      | 15 денонощия 17 часа 40 мин. 22 сек.          |                                               |
| Сумарно време в космоса – 37 дни 16 часа 12 мин. 06 сек. |                                               |                                               |                                               |                                               |                                               |                                               |

## Награди
- Медал за отлична служба;
- Легион за заслуги;
- Летателен кръст за заслуги;
- Медал за похвална служба;
- Въздушен медал за заслуги;
- Медал на НАСА за участие в космически полет (3).
- Медал на НАСА за изключително лидерство;
- Медал на НАСА за изключителни постижения.